# Puisserguier
Puisserguier – miejscowość i gmina we Francji, w regionie Oksytania, w departamencie Hérault.
Według danych na rok 1990 gminę zamieszkiwały 2432 osoby, a gęstość zaludnienia wynosiła 86 osób/km² (wśród 1545 gmin Langwedocji-Roussillon Puisserguier plasuje się na 154. miejscu pod względem liczby ludności, natomiast pod względem powierzchni na miejscu 220.).